# 岸本功
岸本 功（きしもと いさお、1947年5月12日 - ）は、日本の俳優。東京都出身。東京俳優生活協同組合所属。

## 人物
身長174cm。体重82kg。血液型AB型。
1965年、東宝芸能アカデミーを経て、東宝演劇部に所属。1973年より東京俳優生活協同組合に所属。
特技は殺陣、日舞。

## 出演

### テレビドラマ

#### NHK
- 大河ドラマ
  - 風と雲と虹と（1976年） - 右兵衛府の侍
  - 黄金の日日（1978年） - 蜂屋頼隆
  - 峠の群像（1982年） - 侍
  - 徳川家康（1983年）
  - 翔ぶが如く（1990年） - 松平忠固
  - 太平記（1991年） - 南条左衛門
  - 信長 KING OF ZIPANGU（1992年） - 重臣
  - 琉球の風（1993年） - 茶屋四郎次郎清延
  - 徳川慶喜（1998年） - 水戸藩士
  - 葵 徳川三代（2000年） - 奥平信昌
- 明治の群像 海に火輪を（1976年） - 陸奥広吉
- 少年ドラマシリーズ 未来からの挑戦（1977年）
- 立花登 青春手控え（1982年）
- 土曜ドラマ 白き抗争（1983年）
- 連続テレビ小説 おしん（1984年）
- ドラマ10 詩城の旅びと（1989年）
- 金曜時代劇 大江戸風雲伝（1994年） - 加納久周
- 憲法はまだか（1996年）
- 黄昏流星群 -恋をもう一度-（1997年）
- NHK正月時代劇 上杉鷹山-二百年前の行政改革-（1998年）
- 月曜ドラマシリーズ 夢みる葡萄 〜本を読む女〜（2003年）
- 棘

#### 日本テレビ
- おんな浮世絵・紅之介参る!（1975年）
- 大都会シリーズ
  - 大都会 闘いの日々（1976年）
    - 第1話「妹」
    - 第26話「別れ」

  - 大都会 PARTII（1977年）
    - 第7話「ダイヤモンドは死の匂い」
    - 第27話「爆破予告」

  - 大都会 PARTIII（1979年）
- 前略おふくろ様 第2シリーズ（1976年） - 警官
- 太陽にほえろ!
  - 第258話「愛の追憶」（1977年）
  - 第317話「殺人者に時効はない」（1978年）
  - 第334話「窓」（1978年）
  - 第377話「秋深く」（1979年）
  - 第408話「スコッチ誘拐」（1980年）
  - 第425話「愛の詩 - 島刑事に捧ぐ」（1980年）
  - 第441話「カーテン」（1981年）
  - 第452話「山さんがボスを撃つ!?」（1981年）
  - 第459話「サギ師入門」（1981年）
  - 第465話「裏の裏」（1981年）
  - 第499話「こわれた時計」（1982年）
  - 第512話「婚約者の死」（1982年）
  - 第546話「マミー刑事登場!」（1983年）
  - 第570話「遠い想い出」（1983年）
  - 第575話「向い風」（1983年）
  - 第594話「十年目の誘拐」（1984年）
  - 第622話「ブルースの賞金稼ぎ」（1984年）
  - 第629話「ドリーム」（1984年）
  - 第641話「二度死んだ女」（1985年）
  - 第655話「左ききのラガー」（1985年）
  - 第665話「殉職刑事たちよやすらかに」（1985年）
  - 第670話「ドック潜入! 泥棒株式会社」（1985年）
  - 第683話「獲物は狩人を誘う」（1986年）
  - 第705話「一億五千万円」（1986年）
  - 第713話「エスパー少女 愛」（1986年）
- 土曜スペシャル さらば空中戦艦富嶽 幻のアメリカ本土大空襲（1979年）
- 西遊記II（1980年）
- 土曜グランド劇場
  - 池中玄太80キロ（1980年）
  - …ひとりでいいの（1992年）
- 俺はおまわり君（1981年）
- 杉良太郎・時代劇スペシャル 春姿ふたり鼠小僧（1982年）
- 火曜サスペンス劇場
  - 夏の話題作シリーズ1 モナ・リザの身代金（1983年）
  - 夏の話題作シリーズ4 張り子の虎（1983年）
  - 盲点（1984年）
  - 弁護士・朝日岳之助（1989年）
  - 魔術はささやく（1990年）
  - 六月の花嫁シリーズ2（1992年）
  - 身辺警護4（1999年）
  - 監察医・室生亜季子27（2000年） - 山代温泉「百万石」部長
- 事件記者チャボ!（1983年）
- 月曜スター劇場 パパになりたかった犬（1984年）
- 誇りの報酬（1986年）
- 木曜ゴールデンドラマ 最後の張り込み（1991年）
- 続・星の金貨（1996年）
- サイコメトラーEIJI
  - サイコメトラーEIJI（1997年）
  - サイコメトラーEIJI2（1999年） - 奉行
- 土曜ドラマ 新・俺たちの旅 Ver.1999（1999年）
- 永遠の仔（2000年）

#### TBS
- 赤いシリーズ
  - 赤い迷路（1974年、大映テレビ）[3]
  - 赤い衝撃（1977年）
- なつかしき海の歌（1975年）
- 腐蝕の構造（1977年）
- 七人の刑事（1978年）
- コメットさん 第2期（1978年） - モデルプロダクション担当者
- 沿線地図（1979年） - 「かもめ」の常連客
- Gメン'75
  - 第208話「5月26日絞首刑」（1979年）
  - 第282話「肉体のない女が呼んでいる」（1980年） - 石田奈美の夫
  - 第318話「女の裏窓24時間PART2」（1981年）
- 噂の刑事トミーとマツ
  - 第1シリーズ
    - 第32話「ああトミマツの四回戦ボーイ」（1980年）
    - 第37話「トミマツのダンシングオールナイト」（1980年） - 小宮勉
    - 第57話「トミマツ腰抜け、女は魔物だ!」（1981年）

  - 第2シリーズ 第36話「ジャッキートミーのグラグラ酔拳」（1982年）
- 秘密のデカちゃん（1981年）
- 高校聖夫婦（1983年）
- 花王愛の劇場 妻の定年（1983年） - 新谷治
- ザ・サスペンス 陰の告発者（1984年）
- 東芝日曜劇場
  - おんなの家（1985年）
  - 課長サンの厄年（1993年）
- 水曜ドラマスペシャル マンションの鍵貸します -ジャック・レモンによろしく-（1986年）
- 新春ドラマスペシャル 森繁久彌の七人の孫（1987年）
- 仮面ライダーBLACK
  - 第11話「飢えた怪人たち」（1987年） - 記者
  - 第32話「夢少女・ユキ」（1988年） - ユキの父 ※岸本巧と誤記
- 土曜ドラマスペシャル ポルノ女優小夜子の最後の冒険（1989年）
- 月曜ドラマスペシャル
  - 新・株式会社徳川家康（1992年）
  - カードGメン・小早川茜1（2000年） - 関東医科大学附属病院医師
- デパート!秋物語（1992年）
- 金曜ドラマ 揺れる想い（1995年）
- 友達の恋人（1997年）
- ナショナル劇場→パナソニック ドラマシアター
  - 南町奉行事件帖 怒れ!求馬II（1999年） - 庄兵衛
  - 水戸黄門 第28部（2000年） - 大久保忠朝
- 聖の青春（2001年）
- 大江戸を駈ける!（2001年） - 川村屋長左衛門

#### フジテレビ
- 逢えるかも知れない（1976年）
- 平岩弓枝ドラマシリーズ
  - 日本のおんなシリーズI 北国から来た女（1979年）
  - 日本のおんなシリーズII 春の翳（1981年）
  - 女の座（1981年）
- 同心部屋御用帳 江戸の旋風IV（1979年）
- 江戸の激斗（1979年）
- 大捜査線（1980年）
- 関西テレビ開局25周年記念番組 吉田茂（1983年）
- 金曜女のドラマスペシャル
  - 密室の殺意 新築マンション殺人事件（1985年）
  - 悪魔からの通告（1986年）
- 東映不思議コメディーシリーズ
  - おもいっきり探偵団 覇悪怒組（1987年）
  - じゃあまん探偵団 魔隣組（1988年）
- 男と女のミステリー
  - 罠の中の女（1988年）
  - 記憶の中の時間（1989年）
  - ロマンスに弱いの（1989年）
- あいつがトラブル（1989年）
- 日本一のカッ飛び男（1990年）
- ラストダンス（1990年）
- 現代推理サスペンス ブルーレディに熱い夢（1990年）
- 女の企業サスペンス・ホテルウーマン（1991年）
- 世にも奇妙な物語（1992年）
  - いいかげん
  - 逆転
- 水曜劇場 若者のすべて（1994年）
- TOKYO23区の女（1996年）
- 踊る大捜査線 歳末特別警戒スペシャル（1997年） - 警視庁警務部人事課長
- 木曜劇場 ラブコンプレックス（2000年）
- 女優・杏子（2001年）
- 母親失格（2007年）
- はるちゃん

#### テレビ朝日
- テレビスター劇場 華麗なる一族（1974年）
- アクマイザー3（1975年） - 先生
- スーパー戦隊シリーズ
  - 秘密戦隊ゴレンジャー（1977年） - 記者
  - 大戦隊ゴーグルファイブ（1982年）
    - 第13話「大暴れ地底ナマズ」 - 父親
    - 第17話「カッパ少年の涙」 - サトルの父
    - 第33話「シーザー大爆破?!」 - 和也

  - 科学戦隊ダイナマン（1983年） - ユタカの父
  - 超獣戦隊ライブマン（1988年） - ロボット工学西東京研究所所員
- 5年3組魔法組（1977年） - マネージャー
- 半七捕物帳（1979年）
- 江戸の牙（1979年）
- 土曜ワイド劇場
  - 帝銀事件 大量殺人・獄中32年の死刑囚（1980年）
  - 整形復顔の花嫁（1984年）
  - 森村誠一の人間解体 花嫁の首（1985年）
  - 家政婦は見た!
    - 第5作（1987年）
    - 第20作（2002年） - 叶流茶道先代家元

  - 上高地に消えた女（1990年）
  - 密会の宿7（1992年）
  - 探偵事務所2（1995年）
  - 嫁姑が謎に挑戦4（1998年） - 片山幸弘
- ザ・ハングマン（1981年）
- 特捜最前線
  - 第250話「老刑事、赤い風船を追う!」（1982年）
  - 第351話「津上刑事の遺言!」（1984年）
  - 第415話「あるサラリーマンの死!」（1985年）
  - 第441話「女子中学生殺人事件・冬のコオロギのSOS!」（1985年）
  - 第476話「慕情・神代課長を狙撃させた女!」（1986年）
  - 第489話「連続誘拐・心臓移植の少女!」（1986年）
  - 第505話「地上げ屋殺し」（1987年）
- 西部警察 PART-III
  - 第14話「マシンZ・白昼の対決!!」（1983年） - マシンZ開発関係者
  - 第31話「思い出さがし」（1983年）
  - 第38話「長さんと泥棒」（1984年）
- 私鉄沿線97分署（1985年）
  - 第14話「照れないで! アベック捜査!?」
  - 第43話「駆け落ち夫婦にラブソング!?」
- 月曜ワイド劇場 今、いじめが爆発する!（1985年）
- メタルヒーローシリーズ
  - 巨獣特捜ジャスピオン（1986年） - ユミコの父
  - 機動刑事ジバン（1989年 - 1990年） - 五十嵐俊一
  - 特警ウインスペクター（1990年） - 桃山武彦
  - 特救指令ソルブレイン（1991年） - 一条博士
  - ブルースワット
    - 第21話「突撃爺ちゃん魂」（1994年） - 松下長之助の息子
    - 第50話「大激突 生か死か」（1995年） - 稲城医師

  - ビーファイターカブト（1996年） - アナウンサー
- 六本木ダンディーおみやさん（1987年）
- はぐれ刑事純情派
  - 第1シリーズ（1988年）
  - 第3シリーズ（1990年）
  - 第14シリーズ（2001年）
- 熱帯夜アカデミー 不思議な幻燈館（1991年）
- クリスマススペシャル 10年目のクリスマス・イブ（1991年）
- 愛しの刑事（1992年）
- 風の刑事・東京発!（1996年）
- はみだし刑事情熱系
  - 第1シリーズ（1997年）
  - 第2シリーズ（1998年）
- 仮面ライダーシリーズ
  - 仮面ライダー龍騎（2002年） - 食事をしている男
  - 仮面ライダー555（2003年）
  - 仮面ライダー響鬼（2005年） - 自警団
- 京都地検の女（2005年） - 野中
- 土曜サスペンス 結婚詐欺殺人事件（2005年）

#### テレビ東京
- 闘え!ドラゴン（1974年） - 新聞社社員
- スパイダーマン（1978年）
  - 第9話「動くアクセサリーは恋のカブト虫スパイ」 - ブティック支配人
  - 第26話「絶対ピンチのにせものヒーロー」 - 刑事
- 大江戸捜査網 第3シリーズ
  - 第513話「二万両が舞う十蔵花嫁騒動」（1983年）
  - 第523話「俺は殺せない! 涙の雪化粧」（1983年）
- 月曜・女のサスペンス 第九の流れる家（1991年）

### 映画
- 悪魔の手毬唄（1977年）
- 課長島耕作（1992年）
- 高校教師（1993年）
- HAZAN（2004年）

### その他
- THE DETECTIVE STORY #1（「加トちゃんケンちゃんごきげんテレビ」, TBS） - ホテルのフロント